# Eppenstein
Eppenstein je bývalá rakouská obec v okrese Murtal ve spolkové zemi Štýrsko. K 1. lednu 2015 byla připojena k obci Weißkirchen in Steiermark.

## Geografie

### Poloha
Eppenstein leží severně od severní části Obdacherského sedla v údolí Granitzenbachu, je důležitým propojením s korutanským Lavanttalem ve štýrském Murtale.

### Sousední obce
Sousedními obcemi (od severu ve směru hodinových ručiček) jsou:
- Reifling
- Maria Buch-Feistritz
- Weißkirchen in Steiermark
- Reisstraße
- Amering
- Sankt Wolfgang-Kienberg.

### Členění obce
Obec se skládala ze tří katastrálních území:
- Mühldorf
- Schoberegg
- Schwarzenbach

Následující osady jsou při sčítání lidu v roce 2001 přičleněny k obci (v závorkách je uveden počet obyvatel):
- Baumkirchen (111)
- Eppenstein (316)
- Größenberg (28)
- Kathal (210)
- Mühldorf (133)
- Schoberegg (360)
- Schwarzenbach am Größing (213)

## Historie
- Místo Mühldorf bylo poprvé uvedeno v dokumentech z roku 1482.
- Železná ruda byla zpracovávána v „Kathalu“ v roce 1305 byl nazýván jako „Kateyl" a měl význam pro širší okolí.
- V Eppensteinu byly v 15. století dva hamry. V 18. století se jejich výrobky, kosy a srpy, prodávaly až do středního Německa, Švýcarska a do Sedmihradska. V 19. století nastal úpadek železářského průmyslu.
- Dnešní obec Eppenstein vznikla v roce 1965 spojením osad Mühldorf, Schwarzenbach am Grössing a Schoberegg s částmi od „Allersdorfu“. Název je vybrán podle dřívějšího markraběte a vévody Eppensteinera.

## Politika

### Obecní zastupitelstvo
15 míst v obecním zastupitelstvu ke podle získaných mandátů při volbách v roce 2010 je rozděleno takto:
- 11 ÖVP
- 4 SPÖ

Starostou obce je Helmut Maurer, zástupkyní starosty je Elfriede Penz.

## Obyvatelstvo
Podle sčítání lidu v roce 2001 měla obec 1371 obyvatel. 98,0 % obyvatel má rakouskou státní příslušnost.

### Náboženství
K římskokatolické církvi se hlásí 92,9 %, k evangelické církvi 0,6 % obyvatel a 4,4 jsou bez vyznání.

### Významní rodáci
- Renate Götschl (* 1975) - alpská lyžařka.

## Kultura a pamětihodnosti
Na jedné skále nad obcí se nachází zřícenina hradu Eppenstein, středověké sídlo Eppensteinerů, mezi jinými byl také korutanský vévoda Heinrich III. (asi 1050-1122).

## Hospodářství a infrastruktura
Podle sčítání lidu v roce 2001 je v místě 35 nezemědělských pracovišť pro 183 zaměstnanců. V obci ukončilo zaměstnání 428 dojíždějících. 109 pracovníků dojíždí do zaměstnání.
V roce 1999 bylo v obci 111 zemědělských a lesních pracovišť, (z toho 62 v trvalém zaměstnání), kteří obhospodařují 4437 hektarů.
Příjezd do místa je po Obdacherské silnici (B78). V Eppensteinu je také zastávka na železniční trati Lavanttalbahn.
V Eppensteinu je mateřská škola a v Kathalu obecná škola.